# Cúmbia

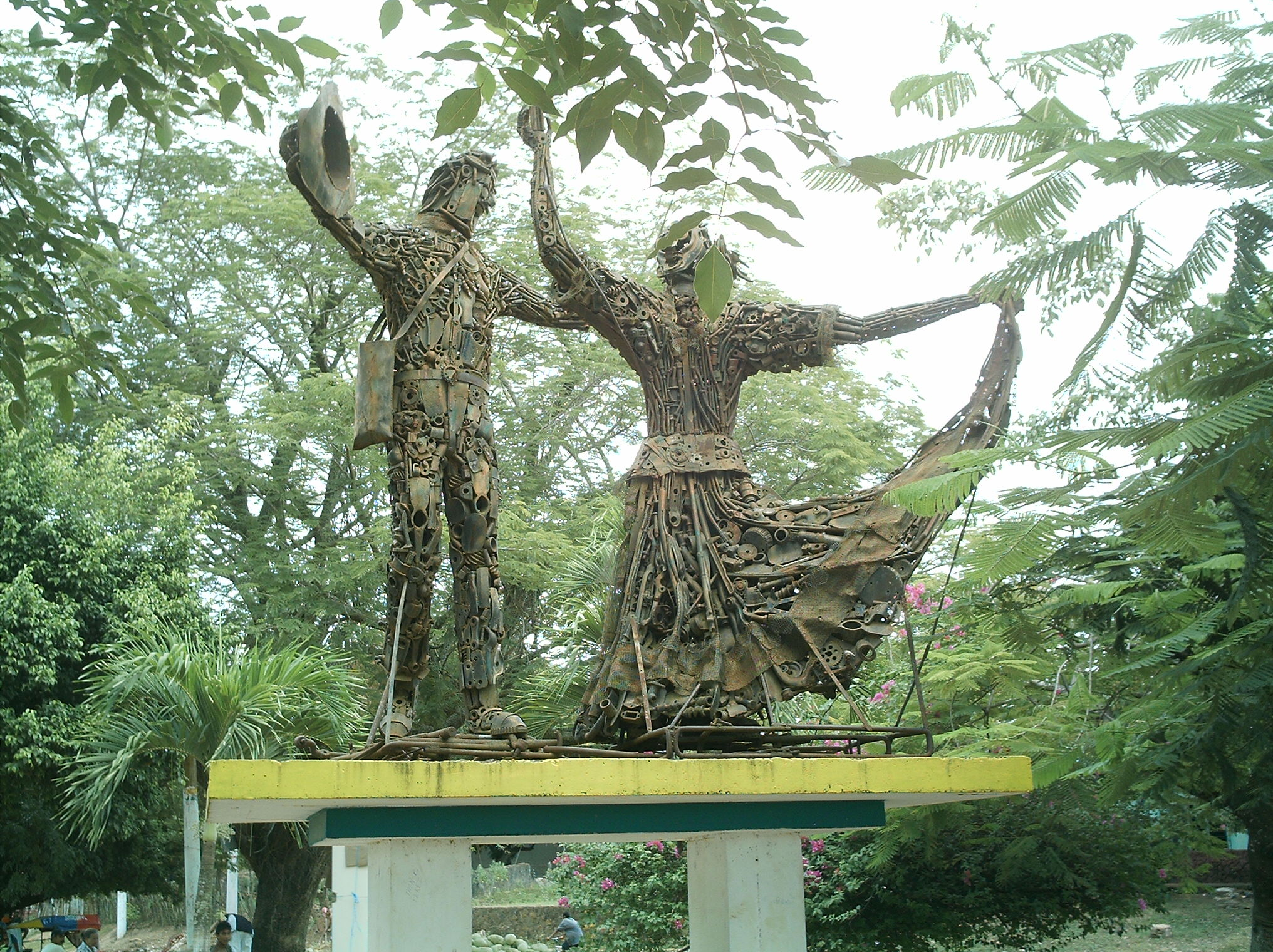
Monument a la cúmbia a la localitat de El Banco, departament de Magdalena, Colòmbia.

La cúmbia és un ball de parella colombià i panameny que combina elements melòdics d'origen hispànic, ritmes d'influència africana i components indígenes americans de tipus harmònic. El seu nom prové del cumbé (altres manifestacions del folklore africà com ara el lumbalú i el bullerengue, figuren, també, entre els antecessors d'aquest ritme).
El ball es desenvolupa a les províncies de Cartagena, Barranquilla i Santa Marta i, amb el temps, es transforma en el ball nacional de Colòmbia.
Musicalment, respon al compàs binari i inicialment va ser instrumental, tot i que després se li afegiria lletra. La melodia té molt d'espanyol i el ritme és clarament africà, mentre que el ball reflecteix l'empremta indígena.
En els seus orígens es tractava d'una dansa de caràcter religiós, però més endavant esdevindria música i dansa profana. El ball original s'efectua a cel obert, al voltant del conjunt, i posseeix una enorme plasticitat. Les parelles d'homes i dones, en cercle, situades en dues fileres i sense donar-se les mans, es desplacen en sentit circular. La dona fa moviments de circumval·lació al voltant del seu company, amb passos curts, arrossegant els peus. L'home balla al voltant de la dona amb passos ràpids i girs, fent gala de la seva destresa amb cabrioles, saltirons i molt de moviment de malucs. De vegades, els balladors s'encreuen esquena contra esquena. L'estil dansaire de la dona, que escombra el terra i pica de peus, deriva del factor indígena mentre que la coreografia masculina, de gests violents, reflecteix l'influx afroide.
En les sales de festa d'Europa i d'Amèrica és freqüent ballar-la solts o bé en parella i estil salsa, amb una combinació de tres passos o de quatre accentuant el moviment de pelvis i arrossegant els peus.

## Grups de cúmbia
- Ska Cubano